# Megacephalomana
Megacephalomana là một chi bướm đêm thuộc họ Erebidae.